# Dundonald (South Ayrshire)
Dundonald ist eine Ortschaft in der schottischen Council Area South Ayrshire. Sie liegt im Norden der Region zwischen den Städten Troon und Kilmarnock, das bereits in East Ayrshire liegt. Rund 1,5 km nördlich verläuft der Irvine.

## Geschichte
Kemp Law Dun ist ein verglastes Fort aus der Eisenzeit. Seine Reste liegen am Smuggler’s Trail in den Dundonald Woods, in der Nähe der Hallyards Farm und des gleichnamigen Steinbruchs, südwestlich von Dundonald. 
Die frühe Geschichte Dundonalds ist eng mit der Burg Dundonald Castle verknüpft. Diese stammt aus dem 12. Jahrhundert und zählte zu den Besitztümern des Hauses Stuart. Sie war Sitz König Robert II., der auch dort verstarb, und verschiedener Prinzen der Herrscherdynastie. Die Festung wurde im 16. Jahrhundert aufgegeben. Unter William Cochrane, 1. Earl of Dundonald begann in den 1640er Jahren der Bau des westlich gelegenen Herrenhauses Auchans Castle, das wahrscheinlich um 1780 aufgegeben wurde und heute ebenfalls nur noch als Ruine erhalten ist. Mit dem um 1800 für William Cuninghame-Fairlie, 6. Baronet erbauten Fairlie House kam ein weiteres Herrenhaus hinzu.
Waren in den vergangenen Jahrhunderten der Kohlebergbau sowie die Weberei wichtige Beschäftigungszweige, so wird Dundonald in modernen Zeiten eher mit Nylonherstellung und Steinbrüchen in Verbindung gebracht. Vor dem Zweiten Weltkrieg befand sich ein als Dundonald Camp bekanntes Militärlager westlich der Ortschaft. Dieses stand in Verbindung mit dem Luftwaffenstützpunkt RAF Dundonald. Die Gebäude von Dundonald Camp werden heute als Industriepark genutzt.
Während die Einwohnerzahl der Ortschaft zwischen 1871 und 1891 von 1507 auf 1166 sank, wurden 1961 bereits 1293 Personen in Dundonald gezählt. In der Folgezeit stieg die Einwohnerzahl an, sodass zuletzt 2011 2652 Einwohner gezählt wurden.

## Verkehr
In Dundonald kreuzt die B730 die A759 (Kilmarnock–Troon). Beide Straßen binden die Ortschaft an die A71 im Norden, die A77 im Südosten und die A78 im Westen an. Mit dem Flughafen Glasgow-Prestwick befindet sich ein internationaler Verkehrsflughafen rund acht Kilometer südwestlich.